# Badonvilliers-Gérauvilliers
Ne doit pas être confondu avec Badonviller.
Badonvilliers-Gérauvilliers est une commune française située dans le département de la Meuse, en région Grand Est.
Elle est constituée de deux bourgs distants de 2,5 km. Gérauvilliers et Badonvilliers ont fusionné en 1973.

## Géographie

### Hydrographie
La commune est traversée par la ligne de partage des eaux entre les bassins versants de la Meuse et de la Seine au sein respectivement du bassin Rhin-Meuse et du bassin Seine-Normandie. Elle est drainée par le ruisseau de Montigny,.
Le ruisseau de Montigny, d'une longueur de 11 km, prend sa source dans la commune  et se jette  dans la Meuse à Vaucouleurs, après avoir traversé cinq communes. 

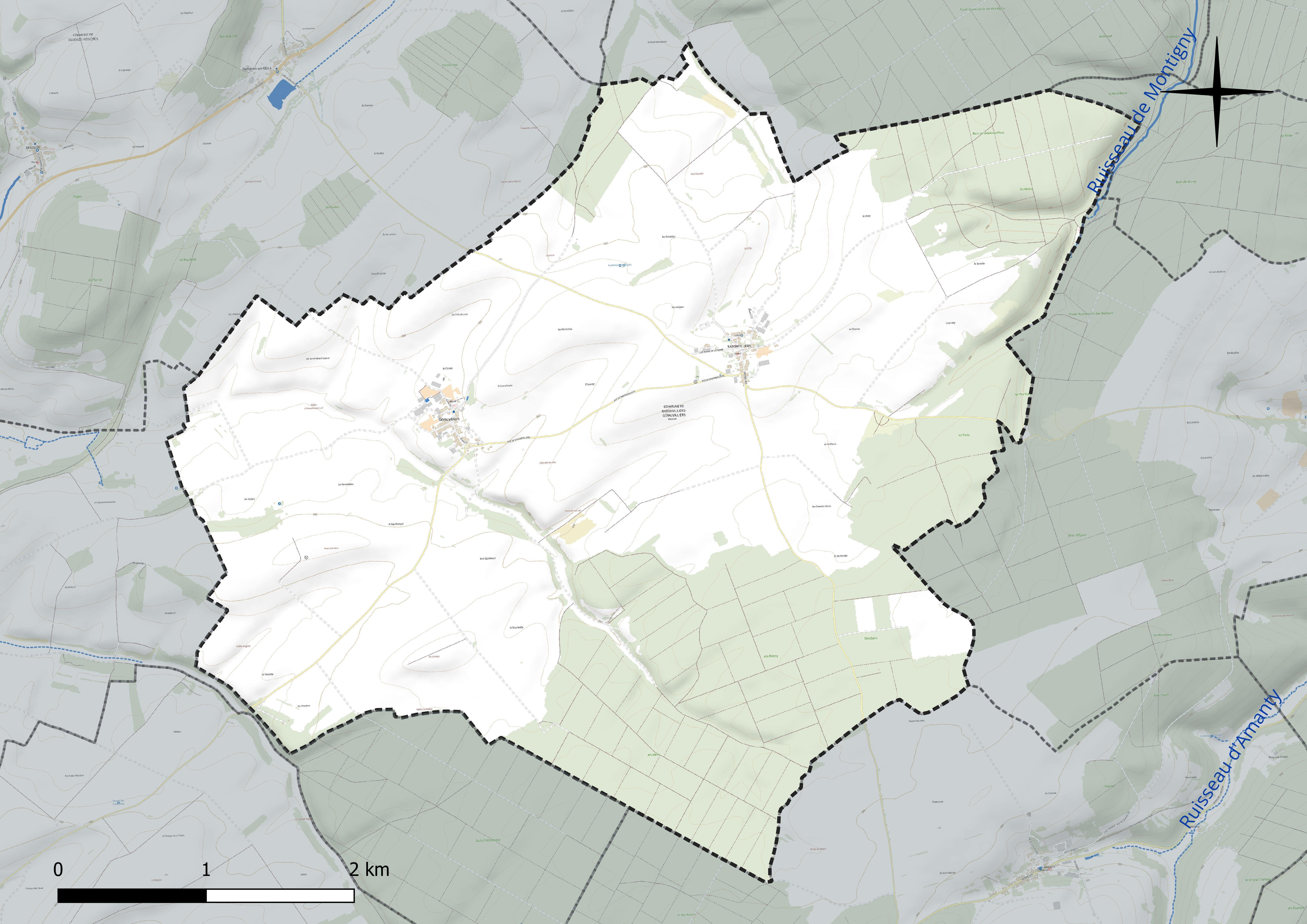
Réseau hydrographique de Badonvilliers-Gérauvilliers.

### Climat
Pour des articles plus généraux, voir Climat du Grand Est et Climat de la Meuse.
En 2010, le climat de la commune est de type climat de montagne, selon une étude du Centre national de la recherche scientifique s'appuyant sur une série de données couvrant la période 1971-2000. En 2020, Météo-France publie une typologie des climats de la France métropolitaine dans laquelle la commune est exposée à un climat océanique altéré et est dans la région climatique  Lorraine, plateau de Langres, Morvan, caractérisée par un hiver rude (1,5 °C), des vents modérés et des brouillards fréquents en automne et hiver. 
Pour la période 1971-2000, la température annuelle moyenne est de 9,3 °C, avec une amplitude thermique annuelle de 16,6 °C. Le cumul annuel moyen de précipitations est de 985 mm, avec 12,4 jours de précipitations en janvier et 9,8 jours en juillet. Pour la période 1991-2020, la température moyenne annuelle observée sur la station météorologique de Météo-France la plus proche, « Cirfontaines_sapc », sur la commune de Cirfontaines-en-Ornois à 18 km à vol d'oiseau, est de 10,4 °C et le cumul annuel moyen de précipitations est de 904,1 mm. 
La température maximale relevée sur cette station est de 40 °C, atteinte le 12 août 2003 ; la température minimale est de −19,6 °C, atteinte le 6 février 1963,,. 
Les paramètres climatiques de la commune ont été estimés pour le milieu du siècle (2041-2070) selon différents scénarios d'émission de gaz à effet de serre à partir des nouvelles projections climatiques de référence DRIAS-2020. Ils sont consultables sur un site dédié publié par Météo-France en novembre 2022.

## Urbanisme

### Typologie
Au 1er janvier 2024, Badonvilliers-Gérauvilliers est catégorisée commune rurale à habitat très dispersé, selon la nouvelle grille communale de densité à sept niveaux définie par l'Insee en 2022.
Elle est située hors unité urbaine et hors attraction des villes,.

### Occupation des sols
L'occupation des sols de la commune, telle qu'elle ressort de la base de données européenne d’occupation biophysique des sols Corine Land Cover (CLC), est marquée par l'importance des territoires agricoles (66,7 % en 2018), une proportion sensiblement équivalente à celle de 1990 (66,9 %). La répartition détaillée en 2018 est la suivante : 
terres arables (53,8 %), forêts (32,1 %), prairies (12,9 %), zones urbanisées (1,2 %). L'évolution de l’occupation des sols de la commune et de ses infrastructures peut être observée sur les différentes représentations cartographiques du territoire : la carte de Cassini (XVIIIe siècle), la carte d'état-major (1820-1866) et les cartes ou photos aériennes de l'IGN pour la période actuelle (1950 à aujourd'hui).

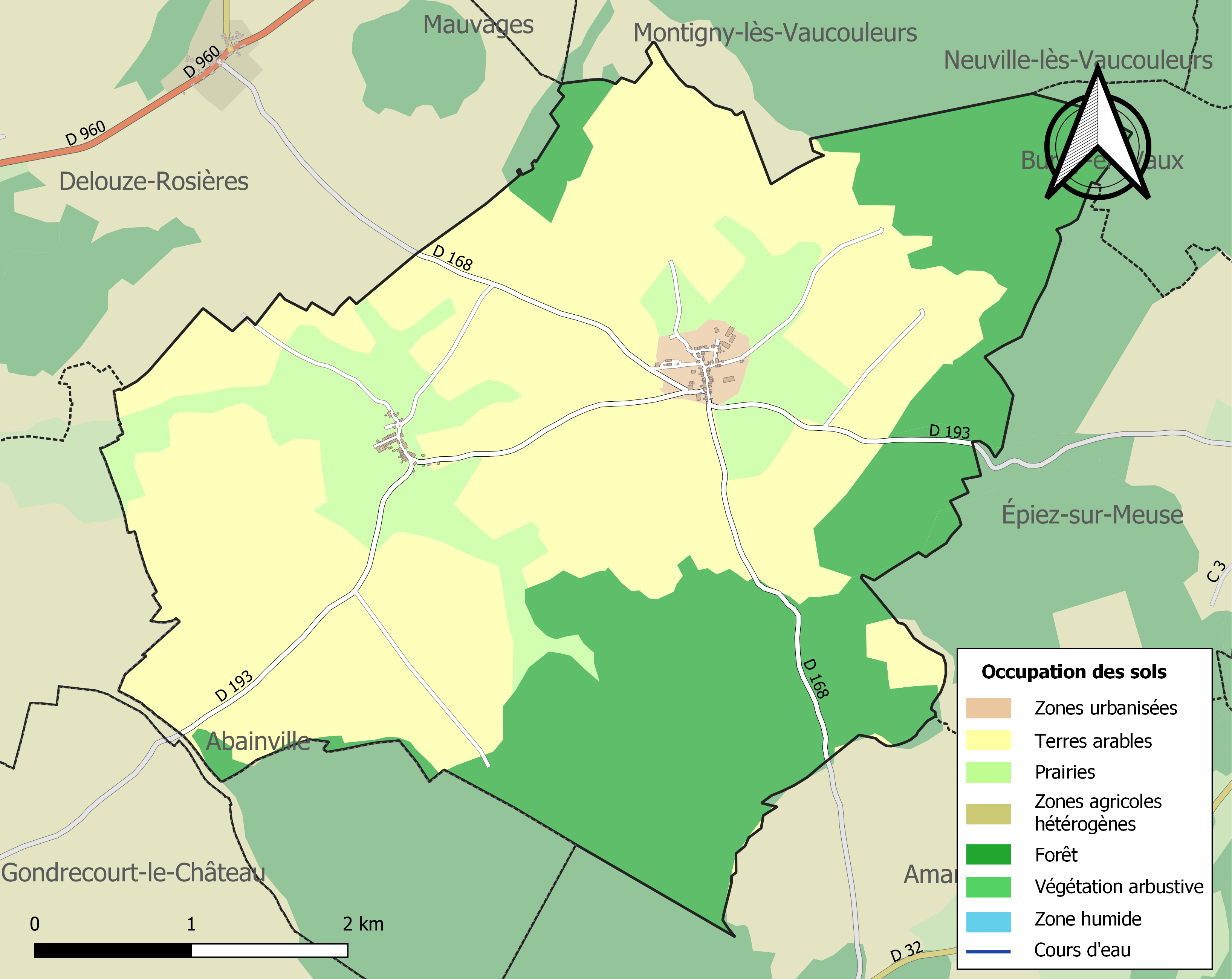
Carte des infrastructures et de l'occupation des sols de la commune en 2018 (CLC).

## Toponymie

### Badonvilliers
Au cours des siècles, le nom de la localité est attesté sous différentes formes : Badonviler (documents de 1257 et 1281), Badonvillier (Chambre des comptes, compte de Gondrecourt de 1338), Baudinvilliers (Coutumes générales du bailliage du Bassigny, procès-verbal de 1580), Badonviller (Carte des États du duc de Lorraine, 1700 ; pouillé de 1711), Badonis-villare (pouillés de 1711 et 1749).

### Gérauvilliers
L'appellation Gérauvilliers proviendrait du nom propre Gérald, probablement premier grand propriétaire du lieu. Au cours des siècles, le nom de la localité est attesté sous différentes formes : Gillauviler (document de 1257) ; Girauviller (Chambre des comptes, compte de Gondrecourt de 1338 ; pouillé de 1711) ; Girauvilliers (Coutumes générales du bailliage de Bassigny, procès-verbal de 1580) ; Giroviller (Carte des états du duc de Lorraine, 1700) ; Gerardi Villare (pouillés de 1711 et 1749) ; Girauvillier (pouillé de 1749) ; Girovillier (carte de Cassini, de 1760).

## Histoire
Le 1er janvier 1973, Badonvilliers devient Badonvilliers-Gérauvilliers à la suite de sa fusion-association avec Gérauvilliers.

## Politique et administration
| Période                                  | Période   | Identité                                             | Étiquette | Qualité |
| ---------------------------------------- | --------- | ---------------------------------------------------- | --------- | ------- |
| Les données manquantes sont à compléter. |           |                                                      |           |         |
| avant 1988                               | ?         | René Marquelet                                       |           |         |
| 1995                                     | mars 2001 | Pol Contaut                                          |           |         |
| mars 2001                                | 2009      | Patrick Kasperowicz                                  |           |         |
| 2010                                     | mars 2014 | Odile Étienne                                        |           |         |
| mars 2014                                | En cours  | Jean-Pierre Marquelet Réélu pour le mandat 2020-2026 |           |         |

## Population et société

### Démographie
L'évolution du nombre d'habitants est connue à travers les recensements de la population effectués dans la commune depuis 1793. Pour les communes de moins de 10 000 habitants, une enquête de recensement portant sur toute la population est réalisée tous les cinq ans, les populations de référence des années intermédiaires étant quant à elles estimées par interpolation ou extrapolation. Pour la commune, le premier recensement exhaustif entrant dans le cadre du nouveau dispositif a été réalisé en 2005.

En 2022, la commune comptait 127 habitants, en évolution de −8,63 % par rapport à 2016 (Meuse : −4,4 %, France hors Mayotte : +2,11 %).
| 1793 | 1800 | 1806 | 1821 | 1831 | 1836 | 1841 | 1846 | 1851 |
| ---- | ---- | ---- | ---- | ---- | ---- | ---- | ---- | ---- |
| 315  | 330  | 325  | 316  | 388  | 358  | 359  | 371  | 385  |

| 1856 | 1861 | 1866 | 1872 | 1876 | 1881 | 1886 | 1891 | 1896 |
| ---- | ---- | ---- | ---- | ---- | ---- | ---- | ---- | ---- |
| 362  | 359  | 313  | 290  | 279  | 264  | 253  | 254  | 239  |

| 1901 | 1906 | 1911 | 1921 | 1926 | 1931 | 1936 | 1946 | 1954 |
| ---- | ---- | ---- | ---- | ---- | ---- | ---- | ---- | ---- |
| 216  | 209  | 196  | 194  | 151  | 132  | 120  | 106  | 101  |

| 1962 | 1968 | 1975 | 1982 | 1990 | 1999 | 2005 | 2006 | 2010 |
| ---- | ---- | ---- | ---- | ---- | ---- | ---- | ---- | ---- |
| 105  | 116  | 160  | 125  | 126  | 131  | 157  | 160  | 140  |

| 2015 | 2020 | 2022 | - | - | - | - | - | - |
| ---- | ---- | ---- | - | - | - | - | - | - |
| 140  | 129  | 127  | - | - | - | - | - | - |

## Culture locale et patrimoine

### Lieux et monuments

#### Édifices civils

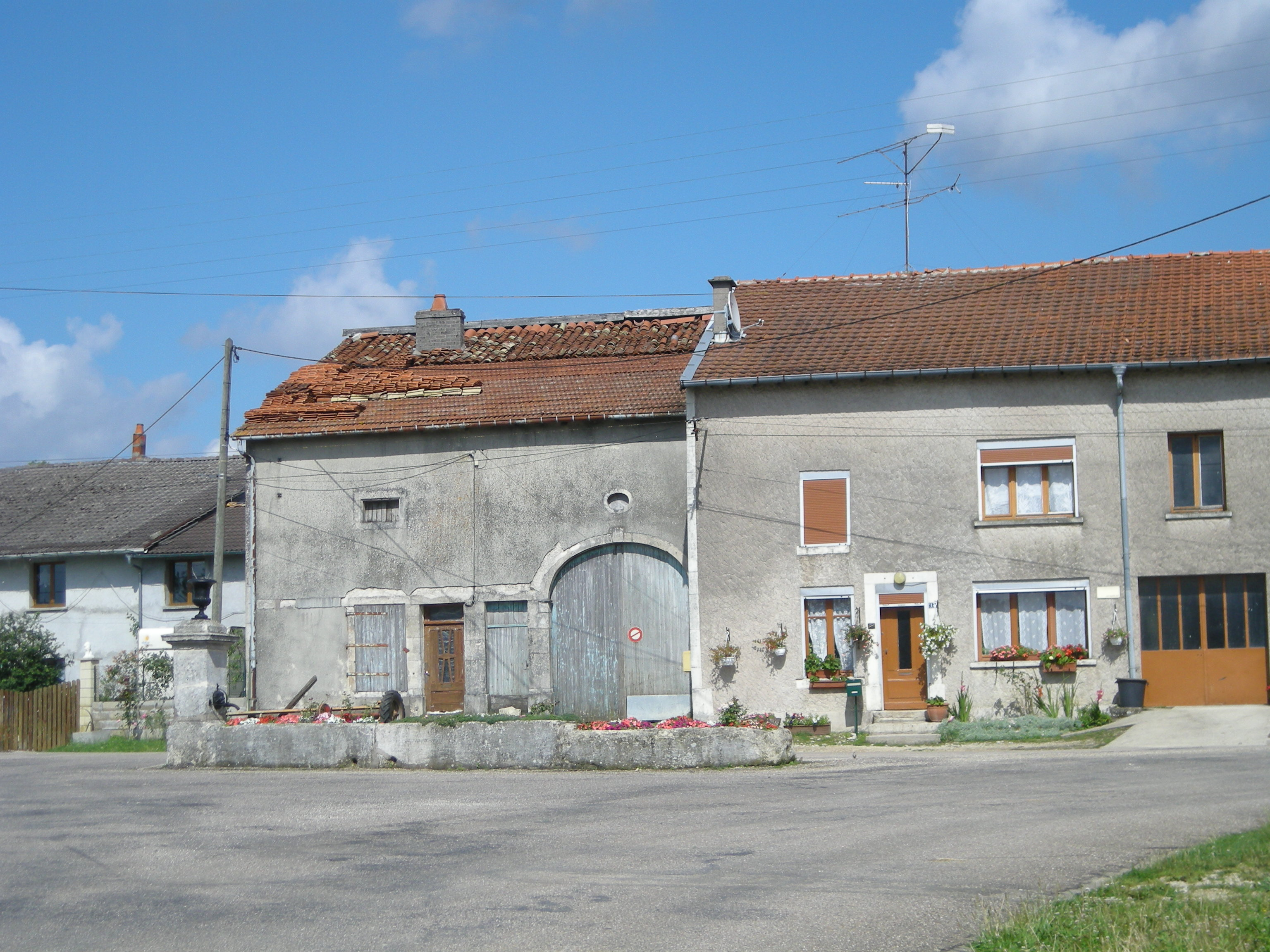
Fontaine du XIX à Gérauvilliers.

Comme nombre de localités meusiennes, Gérauvilliers abrite une fontaine-lavoir du XIXe siècle.

#### Édifices religieux

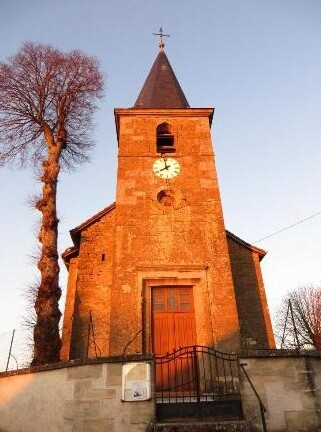
Église Saint-Martin de Gérauvilliers.

- Église Saint-Martin de Badonvilliers, construite en 1732.
- Église Saint-Martin de Gérauvillers, construite en 1782.